# Geffen Records
Geffen Records är ett skivbolag i USA som grundades 1980 av David Geffen. De upptäckte bland annat Guns N' Roses, Mötley Crüe, Papa Roach och Nirvana. Bolaget gav ut Aviciis EP Avicii (01) 2017. Geffen ingår idag i Universal Music.